# International Pharmaceutical Students' Federation
De International Pharmaceutical Students' Federation, afgekort IPSF, werd opgericht in 1949 door acht farmaceutische studentenverenigingen in Londen. De federatie vertegenwoordigt ongeveer 350.000 farmaciestudenten en is actief in ruim 70 landen wereldwijd. IPSF is een niet-gouvernementele organisatie met als doel het bestuderen en promoten van de interesses van farmacie studenten en bevorderen van de internationale samenwerking. De Nederlandse Koninklijke Nederlandse Pharmaceutische Studentenvereniging is lid van de IPSF.
De initiatieven van IPSF zijn voornamelijk gericht op de gebieden van Public Health en Pharmacy Education. De initiatieven bestaan uit Public Health campagnes, die te maken hebben met aids en TB, onderzoek naar de farmacie educatie wereldwijd, het Student Exchange Programme (SEP), het organiseren van internationale en regionale congressen en symposia, en publicatie van het IPSF News Bulletin en het wetenschappelijke supplement Phuture.
IPSF onderhoudt officiële relaties met de World Health Organization (WHO) en de United Nations Educational, Scientific, and Cultural Organization (UNESCO). IPSF werkt nauw samen met de International Pharmaceutical Federation (FIP), de internationale belangenorganisatie voor de farmacie. Het IPSF Secretariaat wordt gesteund door de FIP in Den Haag, waar beide organisaties in hetzelfde gebouw gehuisvest zijn.

## Student Exchange Programme
Het Student Exchange Programme (SEP) is een mobility programma van IPSF waarbij farmacie studenten de mogelijkheid wordt geboden om een kijkje te nemen in de farmacie over de grens. Het programma kan op verschillende plaatsen plaatsvinden zoals een openbare apotheek, ziekenhuisapotheek, universiteit of industrie. Een SEP vindt meestal plaats in de zomermaanden en duurt ongeveer een maand. Elk land heeft zijn eigen Student Exchange Officer die het programma coördineert, in Nederland door de Koninklijke Nederlandse Pharmaceutische Studentenvereniging.